# Краткая история почти всего на свете
«Краткая история почти всего на свете» (англ. A Short History of Nearly Everything) — научно-популярная книга американского автора Билла Брайсона, освещающая в доступном для широкой аудитории стиле некоторые области наук. В 2005 году книга стала бестселлером в Великобритании, было продано более 300 тыс. экземпляров.
В 2005 году книга выиграла премию Aventis.
Книга переведена на русский язык.

## Содержание
Брайсон описывает в доступных терминах размер Вселенной, атомов и субатомных частиц. Затем он исследует историю геологии и биологии, рассматривая жизнь от момента появления до современных людей, при этом подробно останавливаясь на развитии Homo sapiens. Далее он рассматривает возможность столкновения Земли с метеоритом, размышляя над возможностями людей обнаружить такой метеорит до столкновения и повреждениями, которые такое столкновение может вызвать. Он также обращает внимание на наиболее разрушительные катастрофы в истории планеты, включая извержения вулкана Тамборы и так называемого Йеллоустонского супервулкана, расположенного на территории парка Йеллоустон. Также в книге упоминается Клэр Паттерсон, американский геохимик, который измерил возраст Земли.
Значительная часть издания посвящена курьёзным историям об учёных, стоящих за исследованиями и открытиями. Брайсон также рассматривает современные представления о влиянии человека на климат Земли, а также уделяет внимание масштабам естественных катастроф, таких как землетрясения, цунами, ураганы и массовые вымирания, вызванные этими событиями. В то же время в книге содержится множество фактических ошибок и неточностей.